# Batalla de Viana
La batalla de Viana fou una de les batalles de la primera guerra carlina.

## Antecedents
El final de la guerra amb Portugal amb la capitulació d'Évora Monte de 27 de maig de 1834, va permetre el reforçament de les tropes liberals, que es van concentrar a expulsar a Zumalacárregui del seu refugi de Améscoas. El 9 de juliol dom Carles va entrar a Navarra per Zugarramurdi, confirmant a Zumalacárregui com a comandant general, i el general José Ramón Rodil el va intentar capturar, dividint les seves forces en diferents grups, comandats per Baldomero Espartero, Manuel Lorenzo, Marcelino de Oraá i Luis Ángel de Carondelet. Rodil es va decidir a atacar la vall de Baztan, però la junta carlina el va abandonar, i Zumalacárregui va atacar l'expedició a Viana.

## Batalla
El 4 de novembre de 1834 Zumalacárregui va sorprendre a Viana les tropes de Luis Ángel de Carondelet y Castaños, baró de Carondelet, que es van retirar en desordre a Logronyo, tret de dues companyies que es van atrinxerar a l'ajuntament, mentre els llancers de Navarra es van enfrontar al camí Mendavia a la cavalleria de la Guàrdia Reial que també es van retirar.

## Conseqüències
La derrota liberal del port d'Artaza el 22 d'abril de 1835 va permetre que el líder carlí assegurés la meitat occidental de Navarra, a més d'obrir les connexions amb les valls centrals de Guipúscoa als carlins amb Bergara i Oinati com a punts forts. Les derrotes isabel·lines van deixar tot el nord en mans carlistes i el general Valdés va crear una línia de contenció a l'Ebre, mantenint algunes poblacions de la costa. Zumalacárregui, que havia combinat la guerra amb la guerra de guerrilla, va decidir marxar sobre Madrid amb 30.000 soldats conquerint prèviament Àlaba, però el quarter general el va obligar a assetjar Bilbao. Zumalacárregui va ser ferit al setge i va morir nou dies després. Finalment els generals cristins Latre i Espartero van aixecar el setge l'1 de juliol.